# Microturbo TRS 18

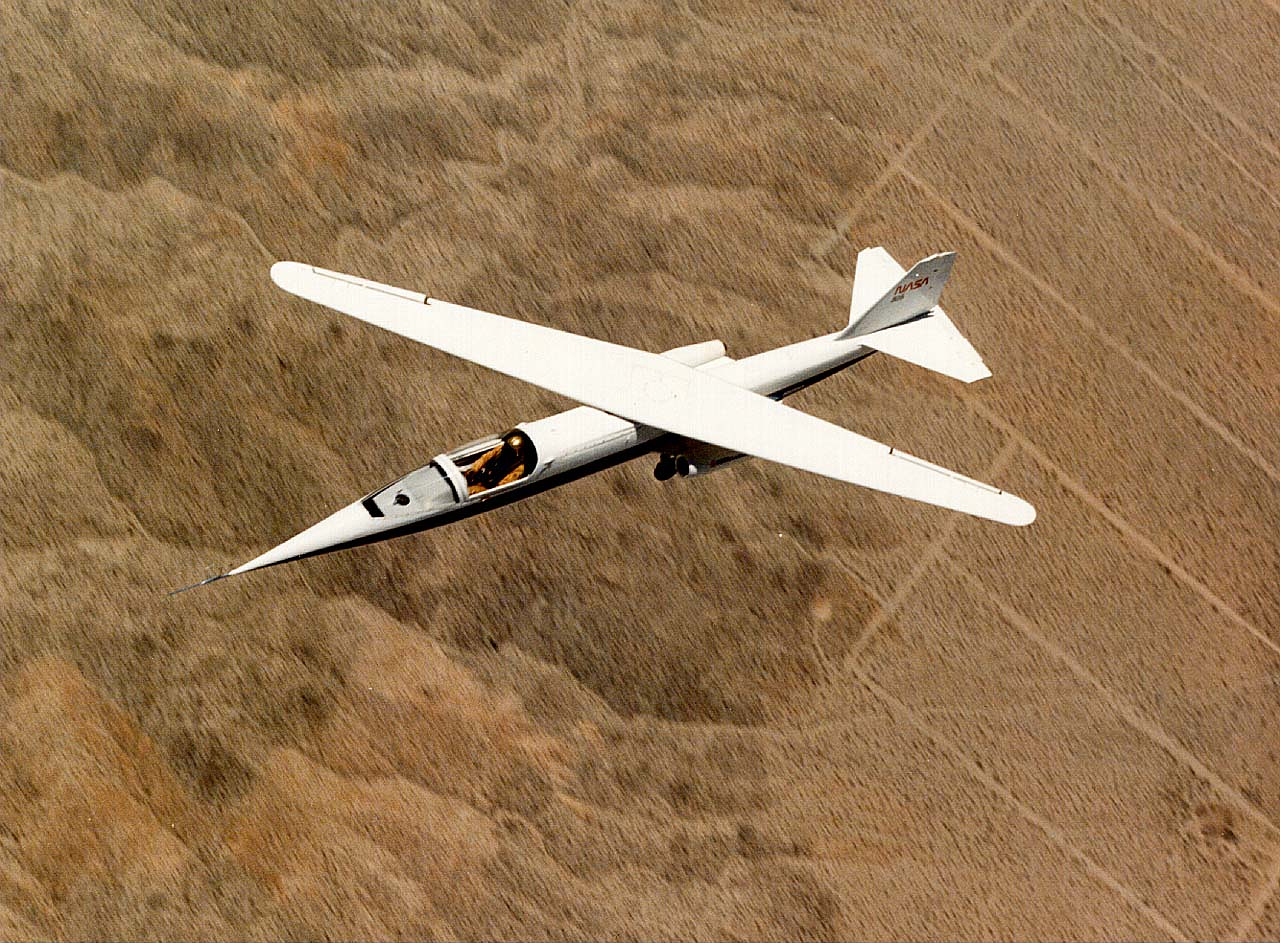
Le TRS 18 a propulsé l'avion expérimental à aile oblique NASA AD-1.

Le Microturbo TRS 18 est un petit turboréacteur à simple flux et compresseur centrifuge de fabrication française, développé au cours des années 1970. Produit par Microturbo (désormais appelé Safran Power Units). Il a équipé et équipe encore des avions de petite taille, ainsi que des appareils sans pilote de types variés.

## Historique
Le TRS 18 fut initialement conçu pour le lancement autonome de motoplaneurs, mais fut par la suite adapté pour propulser des appareils ultra-légers conventionnels et des véhicules sans pilote. Il fut originellement conçu par l'entreprise Sermel, une concurrente de la compagnie Microturbo qui fut ensuite rachetée par cette dernière en 1971. Le moteur reçut sa certification de type de l'administration fédérale américaine (FAA) en mai 1976.

## Caractéristiques
Le moteur est un turboréacteur extrêmement basique, à simple corps, compresseur centrifuge et turbine axiale à un seul étage. Entre les deux se trouve une chambre de combustion annulaire à flux inversé, dotée de 10 brûleurs et fabriquée en tôle emboutie. Le moteur lui-même est constitué de trois modules : La section d'entrée, qui contient le moteur électrique de démarrage et les systèmes de lubrification, la section centrale, avec le compresseur mono-étage et la turbine sur roulements à billes, puis la section arrière, avec la chambre de combustion inversée et la tuyère du moteur.
L'ensemble, sans la tuyère, ne pèse que 37 kg et possède un rapport poussée/masse de 3,0 pour 1. La consommation de carburant est de 35 mg/kN⋅s, et le moteur fournit une poussée maximale au décollage de 1,1 kN. La poussée en continu est de 1 kN.

## Versions
- TRS 18-046 : Version de production, initialement conçue pour les applications pilotées, dotée d'un système de démarrage autonome, d'une lubrification par huile et de capteurs de température et pression ;
- TRS 18-056 : Version de taille réduite, ne comportant que le cœur du moteur initial, lubrifiée par le carburant et ne pesant que 62 % de la masse du moteur d'origine. Elle était utilisée pour les aéronefs sans pilote ;
- TRS 18-075 : Version destinée au drone-cible Flight Refuelling ASAT. Elle inclut un alternateur entraîné par le moteur et des pompes de lubrification. La masse du moteur est identique à celle de la version 18-046, mais sa poussée au décollage est portée à 1,15 kN, tandis-que sa poussée maximale en continu est portée à 1,10 kN[3],[4] ;
- TRS 18-076 ou TRS 18-1 : Version conçue pour le Meteor-Mirach 100[5]. Elle inclut un alternateur entraîné par le moteur et des pompes de lubrification à huile et à carburant. La masse du moteur est identique à celle de la version 18-046, mais sa poussée au décollage est portée à 1,15 kN, tandis-que sa poussée maximale en continu est portée à 1,10 kN.

## Applications[1]

### Aéronefs avec pilote
- Bede BD-5J[2]
- Caproni Vizzola A-21SJ[2]
- Chagnes Microstar (version du Rutan VariViggen)
- EFF Prometheus 12 et 19 (en)
- Microjet 200
- NASA AD-1

### Aéronefs sans pilote
- Flight Refuelling ASAT[3],[4]
- France-engins Mitsoubac
- Meteor-Mirach 100[5]